# 图兰低地

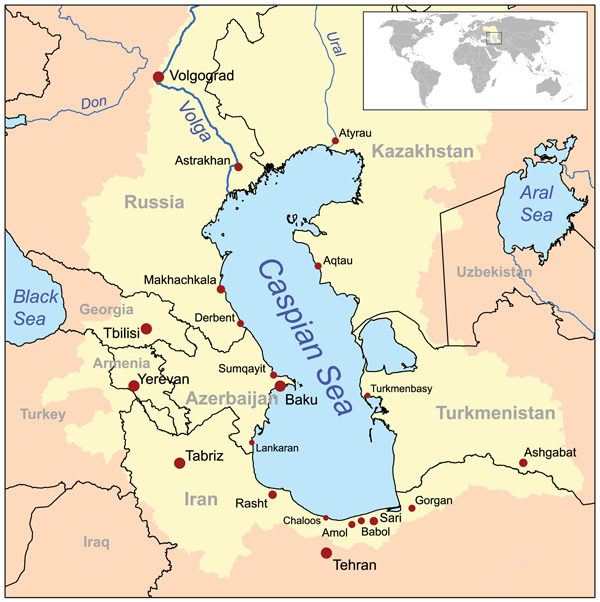
里海和咸海周围地区地图，图中淡黄色部分即图兰低地。

图兰低地或称图兰平原，中国又译作“里海沿岸低地”，是中亚西部一个广袤的内陆低地。面积约为150万平方千米，包括哈萨克西南部和乌兹别克、土库曼、塔吉克西北部。

## 地理
在第三纪前，曾为古地中海地域，中新世后才抬升为陆地，今日低地中北部的咸海和西边的里海就是海侵的遗迹。图兰低地北起哈萨克丘陵，东接天山、帕米尔高原和阿莱山脉山麓，南抵科佩特山脉(Kopet-Dag)，西临里海东岸。有大面积沙漠和盐沼分布，其中土库曼斯坦境内的卡拉库姆沙漠和地跨乌兹别克斯坦与哈萨克斯坦两国的克孜勒库姆沙漠是中亚两大著名的沙漠。中亚两大内流河锡尔河和阿姆河下游自东南向西北流经境内，注入咸海 。两河沿岸形成狭窄的绿洲，为灌溉农业发达地区。平原有石油和天然气等矿藏。

## 地势
地势自东向西逐渐降低，东部海拔为200—300米，中西部广大地区海拔为100—200米，有最高山丘海拔1000米而里海东岸的卡拉吉耶洼地低于海平面132米。

## 气候
因深居大陆腹地，属内陆地区，而南部的山脉又将来自印度洋的暖湿气流阻断，图兰低地属温带大陆性干旱气候。低地平均年降水量不足200毫米，咸海附近和土库曼斯坦境内的荒漠甚至不足100毫米，然而阳光充足，蒸发量较大。冬季寒冷，夏季炎热，冬夏、昼夜温差均较大。

## 人居
位于图兰低地内最大的三个城市为土库曼斯坦的达沙古兹、乌兹别克斯坦的乌尔根奇（玉龙杰赤）和努库斯。咸海盐浓度很高，而如今咸海的水量又大幅度减少，甚至在干涸的湖底上形成了盐滩和沙丘。盐尘会被狂风卷上天空并抛撒到周围区域，导致咸海周围的低地生态环境较差，而周围居民的健康也受到严重威胁。

## 泛突厥主义
泛突厥主义是由19世纪的鞑靼族知识分子提出的，又称为图兰主义。原因是民族主义浪潮当时在欧洲兴起，泛斯拉夫主义流行于俄国上层，包括鞑靼人在内的其他沙俄少数民族受到迫害。这极大地刺激了鞑靼人知识分子，从而产生了泛突厥主义。泛突厥主义者提出图兰低地是所有突厥人（语言为突厥语族的民族）的发源地，应成立由西起土耳其、東至中國新疆及内蒙古的图兰国。泛突厥主义主张通过教育和文化自治，团结并复兴所有突厥人。